# Cryphula nitens
Cryphula nitens är en insektsart som beskrevs av Barber 1955. Cryphula nitens ingår i släktet Cryphula och familjen Rhyparochromidae. Inga underarter finns listade i Catalogue of Life.